# Danilowski-Kaufhaus

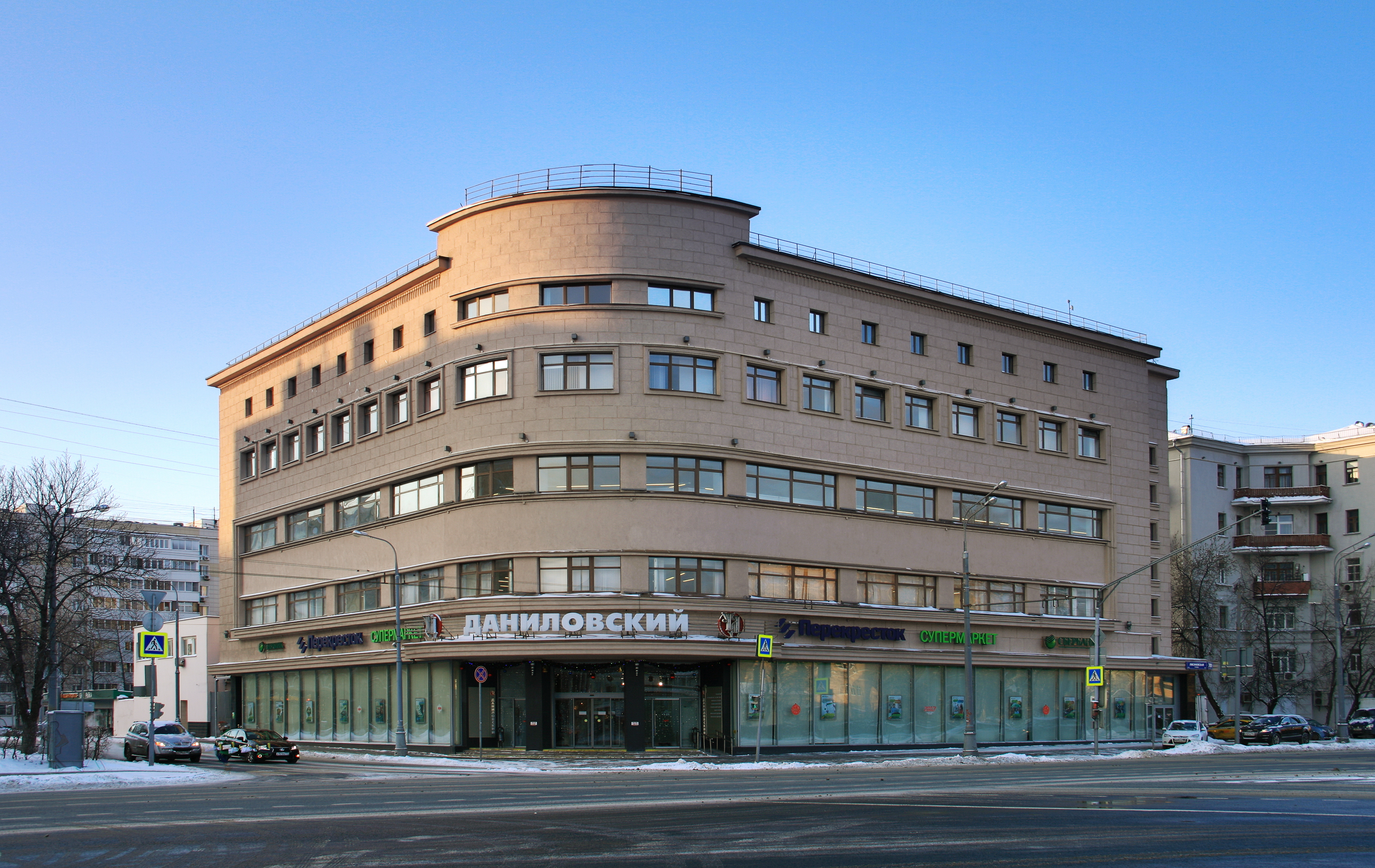
Danilowski-Kaufhaus (2017)

Das Danilowski-Kaufhaus ist ein Kaufhaus im Südlichen Verwaltungsbezirk von Moskau. Es wurde von 1930 bis 1936 mit kurzzeitiger Unterbrechung errichtet. Ursprünglich von Alexander Boldyrew entworfen, wurde es im Laufe der Bauzeit vom Architekten Georgi Oltarschewski überarbeitet. Das Gebäude ist ein interessantes Beispiel für eine im Laufe der Bauzeit stattfindende Anpassung konstruktivistischer Bauwerke an eine frühe Variante des sozialistischen Klassizismus.

## Geschichte
In den späten 1920er Jahren schenkten die Moskauer Behörden dem Bau von Warenhäusern große Aufmerksamkeit und wählten Architekten auf wettbewerbsorientierter Basis aus. Der Wettbewerb für das Projekt des Danilowski-Kaufhauses fand 1928 statt, der Bauingenieur Alexander Boldyrew wurde der Gewinner. Sein Projekt beinhaltete zunächst den Bau von zwei symmetrischen Gebäuden, aber schon bei der Erstellung der Zeichnungen wurde die Finanzierung gekürzt, so dass Boldyrew das Projekt zu einem einzigen Eckgebäude mit Bandverglasung vereinfachen musste. Die Arbeiten begannen 1930, wurden aber bald wegen Bedenken wegen der Giftigkeit der Böden eingestellt: Im 19. Jahrhundert gab es auf dem Bauplatz eine Farben- und Lackfabrik. Eine Untersuchung ergab, dass der Gehalt an Chemikalien innerhalb akzeptabler Grenzen lag, der Bau wurde jedoch aus Geldmangel weiterhin eingestellt und erst 1933 wieder aufgenommen. Der aus der Emigration zurückgekehrte Architekt Georgi Oltarschewski wurde beauftragt, das Projekt des Kaufhauses abzuschließen. In den 1930er Jahren hatte Boldyrews konstruktivistisches Projekt nicht mehr die Anforderungen der Zeit erfüllt, so dass Oltarzhisky es überarbeitete und klassische Elemente hinzufügt. Das Kaufhaus war der letzte Bau von Oltarschewski.
Das Kaufhaus wurde am 9. August 1936 eröffnet. Während der Kriegsjahre arbeitete die Einrichtung weiter, tagsüber bedienten die Mitarbeiter die Kunden, und nachts waren sie auf dem Dach im Einsatz und schützten das Gebäude vor Brandbomben. Das Warenhaus hat wiederholt im sozialistischen All-Union-Wettbewerb gewonnen, Ehrenurkunden erhalten und das Rote Banner erhalten. 1973 erhielt es den Titel „Firma des exzellenten Dienstes“.
Im Jahr 1992 wurde das Unternehmen privatisiert und in die Aktiengesellschaft „Handelshaus Danilowski“ umstrukturiert.

## Architektur
Boldyrews Überarbeitung des Projekts spiegelt den gesamteuropäischen architektonischen Trend der 1930er Jahre wider: eine einfache Gebäudeform, ein zylindrisches Element, eine Kombination aus Gesimsen und Fensterrahmen, die ein großflächiges Ornament bilden. In Anlehnung an die Traditionen des Art déco bog Oltarschewski Elemente um eine Ecke. An den Ladenfronten des Kaufhauses platzierte er überdachte Galerien hinter einem vertikalen Glasfenster.
Das ursprüngliche Interieur des Kaufhauses ging in den 1940er Jahren verloren. Bei der Gestaltung des Kaufhauses passten die Moskauer Architekten die monumentale Sprache des Art déco an die sowjetischen Produktionsrealitäten an. Bei der Gestaltung des Erdgeschosses (Vorraum, Lobby, Theke und Telefonkabinen) wurden große abgerundete Formen Stufungen verwendet. Die Wände waren mit wertvollem Holz verkleidet und mit Furnierornamenten verziert, in den Fußböden wurden Marmor, Parkett, Terrazzo und Metlahskaya-Fliesen verwendet. Stahl, Messing und Kunststoffe wurden häufig zur Dekoration verwendet. Speziell für das Kaufhaus wurden Möbel und Handelsausrüstung entworfen: Schaufenster, Theken und Kassen.
2011 bis 2016 wurde das Gebäude in Abstimmung mit dem Denkmalschutzamt restauriert. Dabei wurde das historische Erscheinungsbild wiederhergestellt: Die Fassade und die Haupttreppe mit Geländer wurden restauriert. Im Zuge der Arbeiten wurde die technische Infrastruktur erneuert und eine spezielle Masse in die von der Erosion betroffenen Wände gepumpt, wodurch ihre Festigkeit wiederhergestellt wurde.